# Monica Roșu
Monica Roșu (Bákó, 1987. május 11. –) kétszeres olimpiai és Európa-bajnok román tornász.

## Életpályája
Négyéves kora óta tornázott a Bákói Iskolai Sportklubban, tizenegy évesen került a junior válogatottba Onești-re.
Első nemzetközi szereplésére 2000-ben a Charleroi-i Top Gym junior turnén került sor, ahol egyéni összetettben csupán a tizenkettedik helyen végzett. A Pátrában 2002-ben megrendezett junior Európa-bajnokságon már sikerült egy-egy bronzérmet szereznie ugrásban és talajon.
A 2003-as anaheimi világbajnokságon a csapattal lett bronzérmes.
2004 volt karrierjének legsikeresebb éve. Ekkor az Athénban megrendezett olimpiai játékokon két bajnoki címet is szerzett: a csapattal illetve ugrásban. Csapattársai az olimpiai válogatottban Cătălina Ponor, Daniela Sofronie, Oana Ban, Alexandra Eremia és Silvia Stroescu voltak. Ugyanazon évben az Európa-bajnokságon szintén a csapattal és ugrásban szerzett egy-egy aranyérmet.
Több sérülést követően teljesítménye romlott, így 2005-ben visszavonult.
2004-ben a Sport Érdemrend I. osztályával tüntették ki.